# Ângulo

Um ângulo agudo

Ângulo é a reunião de duas semirretas que possuem uma origem em comum, chamada vértice do ângulo. Trata-se de um dos conceitos fundamentais da matemática e é objeto de estudo em Geometria.

## Elementos conceituais, componentes e aplicações
O  ramo da matemática que se relaciona com o conceito de ângulo é a trigonometria. Além das funções da trigonometria, as principais funções (ou operações) com ângulos são a soma, a subtração , a  multiplicação e  divisão por um número.
Semirretas são os lados do ângulo. Origem ou vértice é o ponto onde as duas semirretas se encontram. Bissetriz é a semirreta com origem no vértice desse ângulo dividindo-o ao meio.
Ângulos consecutivos: dois ângulos são consecutivos se um dos lados de um deles coincide com um dos lados do outro ângulo. Ângulos adjacentes: Dois ângulos consecutivos são adjacentes se não têm pontos internos comuns.
Também é muito notória a conceituação dos números pi e e, ambas usadas nas operações e funções com ângulos.
Já na matemática aplicada é muito comum o uso de ângulos. Exemplos de ramos do conhecimento em que isto ocorre são a cartografia, a geografia, a engenharia, a física, a química, a biologia, vários ramos da medicina, como a ortopedia, a odontologia, a astronomia, a aviação.
Embora o senso comum preveja apenas ângulos positivos, a matemática admite a existência de ângulos negativos, ou seja, ângulos têm sinal. Tal questão é importante mormente no tratamento de vetores na forma polar, em alternativa à forma cartesiana.
Do mesmo modo, é definida na convenção matemática a noção de ângulos entre curvas, como sendo o ângulo entre as retas tangentes no ponto de interseção .

## Unidades de medidas
A medida em radianos de um ângulo é o comprimento do arco cortado pelo ângulo, dividido pelo raio do círculo. O SI utiliza o radiano como a unidade derivada para ângulos. Devido ao seu relacionamento com o comprimento do arco, radianos são uma unidade especial. Senos e co-senos cujos argumentos estão em radianos possuem propriedades analíticas particulares, tal como criar funções exponenciais em base e.
A medida em graus de um ângulo é o comprimento de um arco, dividido pela circunferência de um círculo e multiplicada por  360. O símbolo de graus é um pequeno círculo sobrescrito °. 2π radianos é igual a 360° (um círculo completo), então um radiano é aproximadamente 57° e um grau é π/180 radianos.
O gradiano, também chamado de grado, é uma medida angular na qual o arco é dividido pela circunferência e multiplicado por 400. Essa forma é usada mais em triangulação.
O ponto é usado em navegação, e é definido como 1/32 do círculo, ou exatamente 11,25°.
O círculo completo ou volta completa representa o número ou a fração de voltas completas. Por exemplo, π/2 radianos = 90° = 1/4 de um círculo completo.
O ângulo nulo é um ângulo que tem 0°.

## Medição

O ângulo θ é o quociente de s por r.

Para medir um ângulo θ, um arco circular centrado no vértice do ângulo é desenhado. O comprimento do arco s é então dividido pelo raio do círculo r, e multiplicado por uma variável k, que depende da unidade de medida selecionada (graus ou radianos). Se a unidade for radianos, k = 1; se a unidade for graus, {\displaystyle k\approx 57,29577951^{\circ }.}
{\displaystyle \theta ={\frac {s}{r}}(k).}
Cabe mencionar que valor de θ é independente do tamanho do círculo (a proporção s/r é mantida), pois se o raio do círculo aumenta, o comprimento do arco também aumenta na mesma proporção.

## Classificações

### Quanto à medida

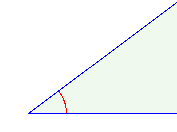
Ângulo agudo.

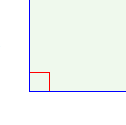
Ângulo reto.

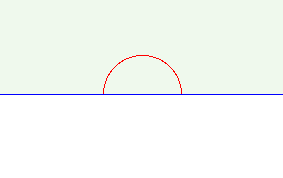
Ângulo raso.

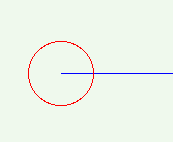
Ângulo giro ou ângulo completo.

Com relação às suas medidas, os ângulos podem ser classificados como:
- Nulo: um ângulo nulo mede 0°;
- agudo: ângulo cuja medida é maior do que 0° e menor do que 90°;
- reto: um ângulo reto é um ângulo cuja medida é exatamente 90°; assim os seus lados estão localizados em retas perpendiculares;
- obtuso: é um ângulo cuja medida é maior que 90° e menor que 180°;
- raso: ângulo que mede exatamente 180°, os seus lados são semirretas opostas;
- côncavo ou reentrante: ângulo que mede mais de 180°e menos de 360°;
- giro ou completo: ângulo que mede 360° (também pode ser chamado de Ângulo de uma volta).

O ângulo reto (90°) é um dos ângulos mais notórios e utilizados, pois o mesmo é encontrado em inúmeras aplicações práticas, como, aproximadamente, no encontro de uma parede com o chão, os pés de uma mesa em relação ao seu tampo, caixas de papelão, esquadrias de janelas, etc.
Um ângulo de 360 graus é aquele que completa o círculo. A volta completa coincide com o ângulo de zero graus mas possui a grandeza de 360 graus (360°). Tal identificação se assemelha à do ângulo negativo com o ângulo positivo que tem como medida exatamente aquele (negativo) somado com a volta completa.
Ângulos Consecutivos: dois ângulos são chamados consecutivos se um dos lados de um deles coincide com um dos lados do outro ângulo; ângulos adjacentes: Ângulos adjacentes são aqueles que possuem um lado em comum, mas as regiões determinadas não possuem pontos em comum; ângulos opostos pelo vértice: Dois ângulos são opostos pelo vértice quando os lados de um deles são semirretas opostas aos lados do outro.

### Quanto a complementações

Ângulos complementares a e b (b é o complemento de a, e a é o complemento de b).

Os ângulos a e b são suplementares; a é agudo e b é obtuso.

Para facilitar a memorização dos termos correlatos desta parte da geometria euclidiana, utilizamos a seguinte frase: Com o Senhor Estou a Rezar (C = complemento, S = suplemento, E = explemento e R = replemento).
- Ângulos complementares: dois ângulos são complementares se a soma de suas  medidas é igual a 90°. Neste caso, cada um é o complemento do outro.
- Ângulos suplementares: dois ângulos são suplementares quando a soma de suas medidas é igual a 180°. Neste caso, cada um é o suplemento do outro.
- Ângulos replementares: dois ângulos são replementares quando a soma de suas medidas é igual a 360°. Neste caso, cada um é o replemento do outro.
- Ângulos explementares: Dois ângulos são explementares quando a diferença de suas medidas é igual a 180. Neste caso, cada um é o explemento do outro.

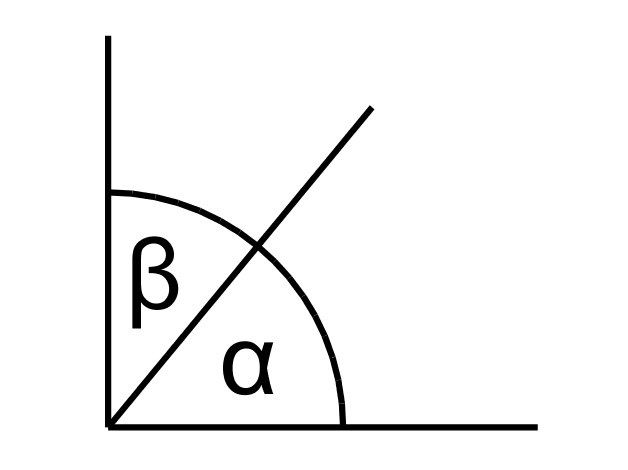
Dois ângulos complementares

Na geometria euclidiana, dois ângulos complementares são ângulos cujas medidas somadas resultam em 90 graus ou π/2 radianos. Por exemplo, o ângulo {\displaystyle \alpha } e o ângulo {\displaystyle 90-\alpha } são complementares. Propriedades dos ângulos complementares:
- Em geometria euclidiana, os dois ângulos agudos em um triângulo retângulo são complementares. Isto acontece porque, sendo a soma dos ângulos internos de um triângulo 180 graus e um ângulo é de 90 graus, sobra para os outros ângulos 90 graus.
- Quando se tem dois ângulos adjacentes complementares, esses dois ângulos juntos formam um ângulo reto. Exemplo: a+b=90º graus

Dois ângulos suplementares

Em geometria, dois ângulos suplementares são ângulos que somados, dão 180 graus ou {\displaystyle \pi } radianos.Por exemplo, o ângulo {\displaystyle \alpha } e o ângulo {\displaystyle 180-\alpha }(b) são suplementares. A aplicação do conceito de ângulos suplementares é fundamental em diversos momentos, principalmente na geometria euclidiana e na geometria esférica. Por exemplo, pode-se vê-lo presente no seguinte teorema:
- Teorema: Os ângulos internos de um paralelogramo são dois a dois suplementares.
- Prova: Sejam {\displaystyle \alpha ,\beta ,\gamma \ {\mbox{e}}\ \delta } os ângulos do paralelogramo. Então, temos que {\displaystyle (\alpha ,\beta ),(\beta ,\gamma ),(\gamma ,\delta )\ {\mbox{e}}\ (\delta ,\alpha )} são pares de ângulos colaterais internos. Por propriedade, suas somas valem 180° (ou seja, {\displaystyle \alpha +\beta =\beta +\gamma =\gamma +\delta =\delta +\alpha =180}°). logo, eles são suplementares. {\displaystyle \square }

O ângulo replementar de qualquer ângulo é o ângulo que, somado com o primeiro, dá 360 graus, {\displaystyle {2\pi }} radianos.
Ângulos explementares são ângulos cujas medidas subtraídas resultam em 180 graus ou π radianos. Por exemplo, 10º e 190º são explementares.

## Histórico
Euclides definiu um ângulo plano como a inclinação entre duas linhas que se encontram em um mesmo plano. De acordo com Proclo, um ângulo deve ser uma quantidade, qualidade ou relação. O primeiro conceito (quantidade) foi usado por Eudemus, que via o ângulo como desvio de uma linha reta. O segundo conceito (qualidade) foi usado por Carpus de Antioch, que o via como intervalo ou espaço entre linhas intersecantes. Euclides adotou o terceiro conceito, no entanto, sua definição de ângulo reto, agudo e obtuso era claramente quantitativa.
Um dos conhecidos três problemas clássicos da matemática grega foi o da trissecção do ângulo.
O Principia mathematica, um compêndio que tentou demonstrar do início os fundamentos da matemática, tinha um quarto volume previsto, especialmente para a geometria, mas que nunca foi realizado.

## Significações derivadas
Existem vários significados para a palavra ângulo, todos eles derivadas da sua significação matemática, como ponto de vista, imagem que se vê através de uma lente e esquina. Ângulo também pode significar o local no gol, em futebol, de onde se podem ver os noventa graus da trave, de difícil acesso ao goleiro e considerado local nobre para marcação do gol. "No ângulo" é a expressão da jogada exata.